# Гетьман, Семён Григорьевич
Семён Григорьевич Гетьман (1903—1985) — советский лётчик штурмовой авиации, участник Гражданской, Советско-финской и Великой Отечественной войн, Герой Советского Союза (4.10.1941). Генерал-майор авиации (1.07.1944).

## Молодость и Гражданская война
Родился 28 января 1903 года в селе Великие Будища Зеньковского уезда Полтавской губернии, ныне село в составе Диканьского района Полтавской области Украины в семье служащего. Украинец.
После окончания начальной школы работал каменщиком в Полтаве. В 1916 году переехал в Москву, работал курьером в Московском промышленном банке. В мае 1920 года вернулся на Украину, будучи зачислен курьером в аппарат уполномоченного Центрального артиллерийского управления РККА.
В Красной Армии с октября 1920 года. Был зачислен на 29-е Полтавские пехотные курсы, которые окончил в 1922 году. Будучи курсантом, участвовал в Гражданской войне, поскольку курсанты постоянно привлекались к боевым действиям против формирований Н. Махно, а также против наводнивших в те годы Украину уголовных банд. Член РКП(б) с 1922 года. С ноября 1922 года служил командиром отделения, помощником командира взвода и старшиной роты в 21-м стрелковом полку 7-й стрелковой дивизии Украинского военного округа. В феврале 1923 года переведён в дивизионную школу, где был командиром взвода и помощником командира роты, а с октября 1923 года — командир роты в 20-м стрелковом полку этой дивизии (полк размещался в Чернигове).

## Служба в ВВС в межвоенное время
В мае 1928 года был переведён в ВВС РККА и направлен в 5-ю авиационную бригаду ВВС Украинского военного округа, где прошёл стажировку на лётчика-наблюдателя. По её окончании направлен на дальнейшую учёбу и в 1929 году окончил 3-ю военную школу лётчиков и летнабов имени К. Е. Ворошилова в Оренбурге. С ноября 1929 года служил младшим лётчиком-наблюдателем 50-й штурмовой авиационной эскадрильи, с октября 1930 — старшим летнабом и начальником штаба 14-го авиаотряда, с сентября 1931 — начальником аэронавигационной службы 39-го авиаотряда 18-й авиационной бригады в Запорожье. В 1933 году окончил курсы усовершенствования начальствующего состава при Военно-воздушной академии РККА им. профессора Н. Е. Жуковского, и с мая 1933 по август 1934 года служил начальником штаба 120-го артиллерийского авиационного отряда ВВС Украинского военного округа, одно время исполнял должность его командира.
В 1935 году окончил 1-ю (Качинскую) военную школу пилотов имени А. Ф. Мясникова. С апреля 1935 — командир отряда 11-й разведывательной авиационной эскадрильи 452-й авиационной бригады (Харьков). С апреля 1936 года — командир и военком 14-го корпусного авиаотряда. Вывел свой отряд в лучшие по округу и за успехи в боевой подготовки был награждён орденом «Знак Почёта». С апреля 1938 года — командир 37-й отдельной авиаэскадрильей. С ноября 1938 года — помощник командира 9-го легкобомбардировочного авиационного полка 19-й авиационной бригады.
В январе 1940 года назначен помощником командира 4-го легкобомбардировочного авиационного полка этой же бригады. Полк был вооружён самолётами Р-Z (Р-3ет) и в полном составе участвовал в советско-финской войне 1939—1940 годов. Полк на этой войне выполнил около 2 000 боевых вылетов, потеряв только один самолёт. В ноябре 1940 года назначен командиром этого полка, который вернулся из Карелии и вошёл в состав 49-й бомбардировочной авиационной дивизии ВВС Харьковского военного округа. В декабре 1940 года полк получил первые Ил-2 и начал переучивание на новейшие штурмовики.  8 декабря полк переименован в 4-й штурмовой авиационный полк.

## Великая Отечественная война
В действующей армии в годы Великой Отечественной войны — с июня 1941 года. Несмотря на минимальную изученность самолётов, полк был брошен в бой и 27 июня совершил первый групповой удар, проштурмовав немецкую колонну на шоссе под Бобруйском. Действуя практически без истребительного прикрытия, полк нёс большие потери: к 4 июля в полку осталось 19 самолётов, погибли 20 лётчиков. Но полк оставался самой боеспособной авиачастью на Западном фронте и ему ставились самые сложные задачи. В первые дни июля штурмовики Гетьмана разрушили 9 переправ противника через реку Березину, тем самым задержав продвижение немецких войск.
Командир 4-го штурмового авиационного полка майор Семён Гетьман 5 и 9 июля 1941 года умело руководил действиями групп штурмовиков при нанесении ударов по вражескому аэродрому в Бобруйске, в результате которых была выведена из строя взлётно-посадочная полоса и уничтожено 22 самолёта противника. Всего же к середине августа 1941 года лётчики полка совершили 487 боевых вылетов. Тогда полк был выведен на переформирование. Указом Президиума Верховного Совета СССР за отличное выполнение боевых заданий командования на фронте борьбы с фашистскими захватчиками и проявленные при этом доблесть и мужество 4-й шап был награждён орденом Ленина. Орденами и медалями в этот день были награждены 32 лётчика и техника. Командиру полка С. Г. Гетьману присвоено звание Героя Советского Союза.
С сентября 1941 года полк сражался на Южном фронте. Участвовал в Донбасско-Ростовской оборонительной и
Ростовской наступательной операциях. Приказом Народного комиссара обороны СССР от 7 марта 1942 года 4-й шап был удостоен гвардейского звания и переименован в 7-й гвардейский штурмовой авиационный полк.
С 20 мая 1942 года и до конца войны подполковник Гетьман С. Г. — командир 230-й штурмовой авиационной дивизии. До Победы над Германией дивизия воевала в составе 4-й воздушной армии на Южном, Закавказском, Северо-Кавказском, 4-м Украинском и 2-м Белорусском фронтах. Лётчики-штурмовики этой авиадивизии участвовали в битве за Кавказ и в воздушном сражении на Кубани, принимали активное участие в Новороссийско-Таманской, Керченско-Эльтигенской, Крымской, Белорусской, Восточно-Прусской, Восточно-Померанской, Берлинской наступательных операциях, освобождали города Темрюк, Севастополь, Могилёв, Волковыск, Белосток, Осовец, Остроленка, Хойнице, Грудзёндз, Гданьск и другие.
Дивизия под командованием С. Г. Гетьмана была одним из лучших штурмовых соединений ВВС РККА на фронте. Ей было присвоено почётное наименование «Кубанская», он была награждена орденами Красного Знамени и Суворова 2-й степени. Из входивших в состав дивизии трёх штурмовых авиаполков 2 стали гвардейскими, все удостоены почётных наименований и награждены орденами. 55 лётчиков дивизии удостоены звания Героев Советского Союза. Дивизия 24 раза отмечалась в благодарственных приказах Верховного Главнокомандующего. Лётный состав дивизии выполнил 27 859 штурмовых боевых вылетов, нанеся противнику большой урон. Сам С. Г. Гетьман выполнил 12 боевых вылетов ведущим больших групп штурмовиков, причем в июле 1941 года привёл на свой аэродром и чудом посадил свой Ил-2, получивший тяжелейшие повреждение от зенитного огня.

## Послевоенная служба
После войны Семён Григорьевич продолжал службу в ВВС СССР. До февраля 1947 года командовал той же дивизией. В 1948 году окончил Высшую военную академию имени К. Е. Ворошилова. С сентября 1948 — командир 6-го штурмового авиационного корпуса (16-я воздушная армия, Группа советских оккупационных войск в Германии). С августа 1949 — помощник командующего военно-транспортной авиацией воздушно-десантной армии. С июня 1953 года — старший преподаватель тактики высших авиационных соединений Высшей военной академии имени К. Е. Ворошилова. С августа 1955 года генерал-майор авиации Гетьман С. Г. — в запасе.
Жил в Москве по адресу: улица Зорге, 10. Умер в Москве 30 августа 1985 года. Похоронен на Кунцевском кладбище Москвы (участок 9-2).

## Память
- Могила Героя Советского Союза С. Г. Гетьмана, является объектом культурного наследия[9].

## Воинские звания
- капитан (1938)
- майор (14.02.1938)
- подполковник (8.12.1941)
- полковник (22.02.1943)
- генерал-майор авиации (1.07.1944)

## Награды
- Указом Президиума Верховного Совета СССР от 4 октября 1941 года за умелое командование авиационным полком, образцовое выполнение боевых заданий командования на фронте борьбы с немецко-фашистским захватчиками и проявленные при этом мужество и героизм майору Гетьману Семёну Григорьевичу присвоено звание Героя Советского Союза с вручением ордена Ленина и медали «Золотая Звезда» (№ 566).
- два ордена Ленина (4.10.1941, 6.11.1945)
- четыре ордена Красного Знамени (15.09.1943, 22.07.1944, 3.11.1944, 15.11.1950)
- орден Суворова 2-й степени (10.04.1945)
- орден Кутузова 2-й степени (25.10.1943)
- орден Богдана Хмельницкого 2-й степени (29.05.1945)
- два ордена Отечественной войны 1-й степени (4.05.1944, 11.03.1985)
- два ордена Красной Звезды (21.05.1941, 28.10.1967)
- орден «Знак Почёта» (22.02.1938)
- медали СССР[10].
- Орден «Крест Грюнвальда» (Польша)
- медали Польши

## Память

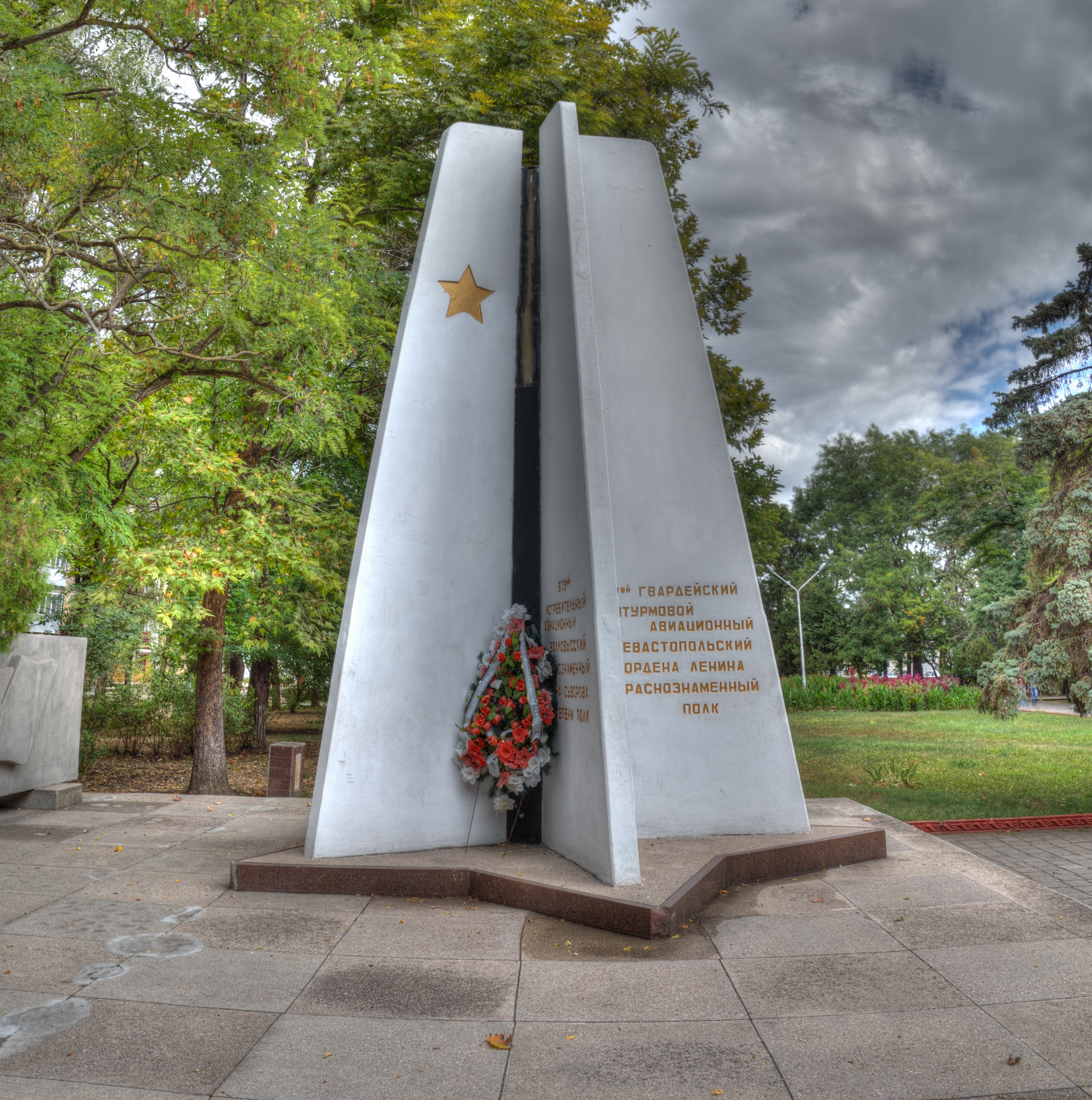
Памятник лётчикам 230-й шад в Керчи

- 9 мая 1968 года в Керчи на открытии памятника погибшим однополчанам 230-й Кубанской штурмовой авиационной дивизии бывший командир дивизии генерал-майор С. Г. Гетман вложил в нишу памятника две капсулы: со списком погибших лётчиков и с завещанием потомкам 2000 года. Капсулы так и не были вскрыты в назначенный срок.

- В конце апреля 2015 года члены Керченского отделения «Партии Великое Отечество» произвели вскрытие мемориальной плиты. В нише находилась капсула с именами 717 героев. По состоянию на апрель 2018 года капсула и обнаруженные в ней материалы находятся на хранении для оцифровки в муниципальном казённом учреждении «Муниципальный архив города Керчи» Республики Крым. После завершения процедур данные материалы будут переданы из Муниципального архива города Керчи в Государственное бюджетное учреждение Республики Крым «Восточно-крымский историко-культурный музей-заповедник», в котором с ними можно будет ознакомиться.
- 18 августа 2015 года у памятника прошёл митинг чествования памяти 717 воинов-авиаторов, геройски погибших при освобождении Крыма и Тамани. В рамках митинга была заложена капсула с посланием потомкам 2050 года[11].